# بيتار بوجدانوف
بيتار بوجدانوف هو منافس ألعاب قوى بلغاري، ولد في 20 نوفمبر 1948.

## وصلات خارجية
- بيتار بوجدانوف على موقع اللجنة الأولمبية الدولية (الإنجليزية)
- بيتار بوجدانوف على موقع أوليمبيديا (الإنجليزية)